# 2008 في جمهورية أيرلندا
فيما يلي قوائم الأحداث التي وقعت خلال عام 2008 في جمهورية أيرلندا.

## سياسة

### تعيين في المنصب
- 7 مايو – بريان كوين تاوسيتش، زعيم  فيانا فايل [الإنجليزية]‏.

### انتهاء فترة المنصب
- 7 مايو – بريان كوين وزير المالية [الإنجليزية]‏، تانيست.
- 7 مايو – بيرتي أهرن تاوسيتش.

## أفلام
من الأفلام التي صدرت هذه السنة في جمهورية أيرلندا:
- 1 يناير – جوع من إخراج ستيف ماكوين.
- 15 يوليو – مرة من إخراج جوني كارني.

## برامج ومسلسلات وأنمي
- أسرة تيودور
- سوكي فو

## وفيات

### ديسمبر
- 11 ديسمبر – ماري بروك (مواليد 1925) عالمة فلك أيرلندية.[1]